# Église Santa Barbara dei Librai de Rome
Santa Barbara dei Librai est une petite église catholique de Rome. Elle était autrefois connue sous le nom de Santa Barbara alla Regola en référence au quartier dans lequel elle se trouvait. Aujourd'hui, elle appartient au rione de Parione, près de la place du Campo de' Fiori.

## L'histoire

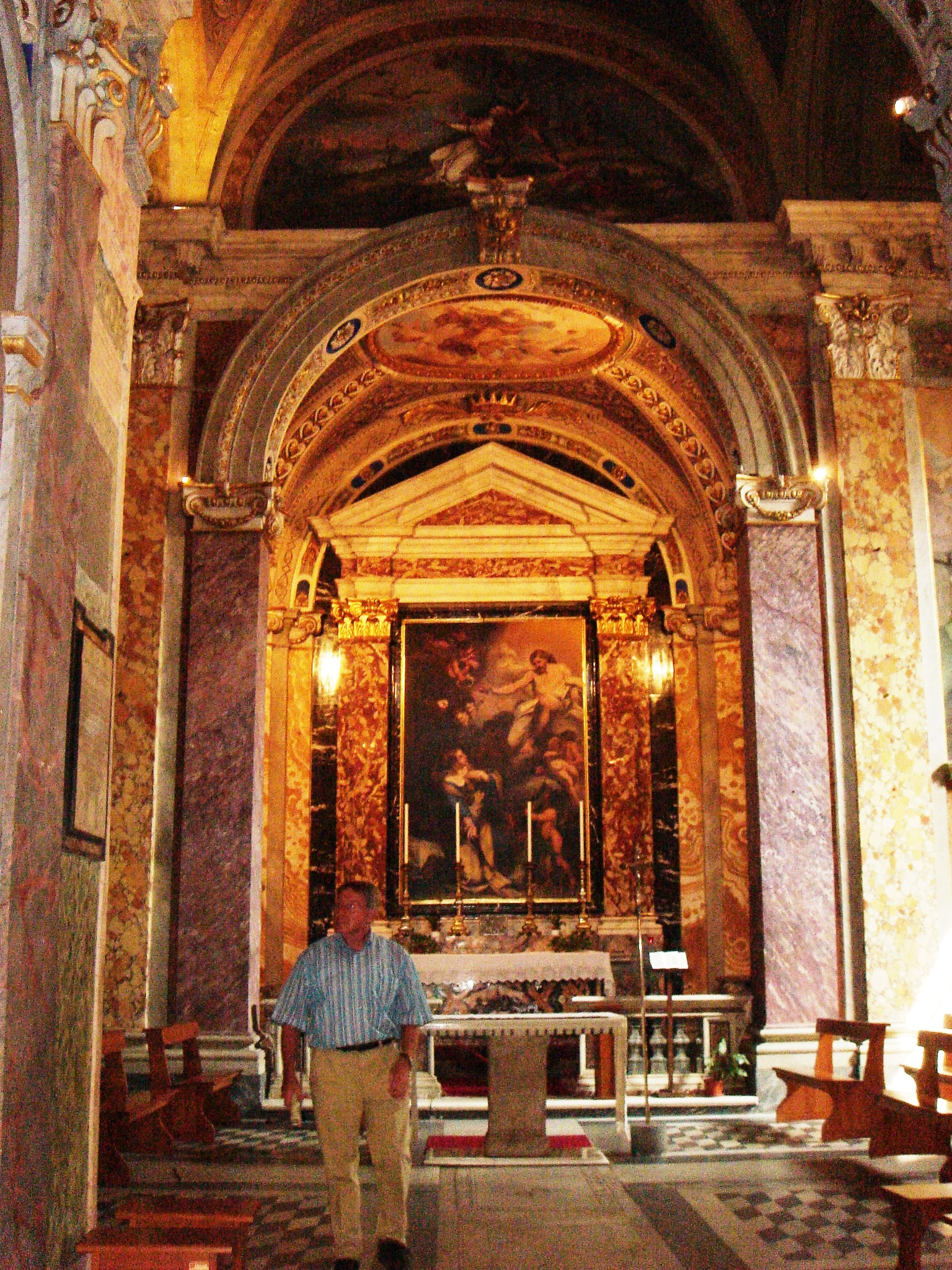
Rome, Santa Barbara dei Librai : intérieur.

Giuseppe Vasi date la consécration de l'église de 1306, mais il est probable qu'une église existait sur le site depuis le Xe ou XIe siècle. En 1600, l'édifice a été accordé à la confrérie des libraires (relieurs, éditeurs et scribes) ou Librari, ce qui a donné son nom à l'église, avec Saint Thomas d'Aquin et Saint Jean de Dieu comme patrons.
Pendant le pontificat d'Innocent XI, l'église a été restaurée. En 1634, après un incendie, la confrérie des libraires a acheté des propriétés adjacentes. La façade baroque actuelle a été refaite par Giuseppe Passeri. La statue de Sainte-Barbara au dessus de la porte a été sculptée par Ambrogio Parisi, et l'ange peint sur un mur est attribué à Guido Reni. L'église a été utilisée par la confraternité jusqu'en 1878, mais est ensuite tombée dans l'abandon et a été désaffectée. En 1982, elle a été restaurée.
L'oratoire adjacent est situé dans les ruines du Théâtre de Pompée.

## Quelques œuvres

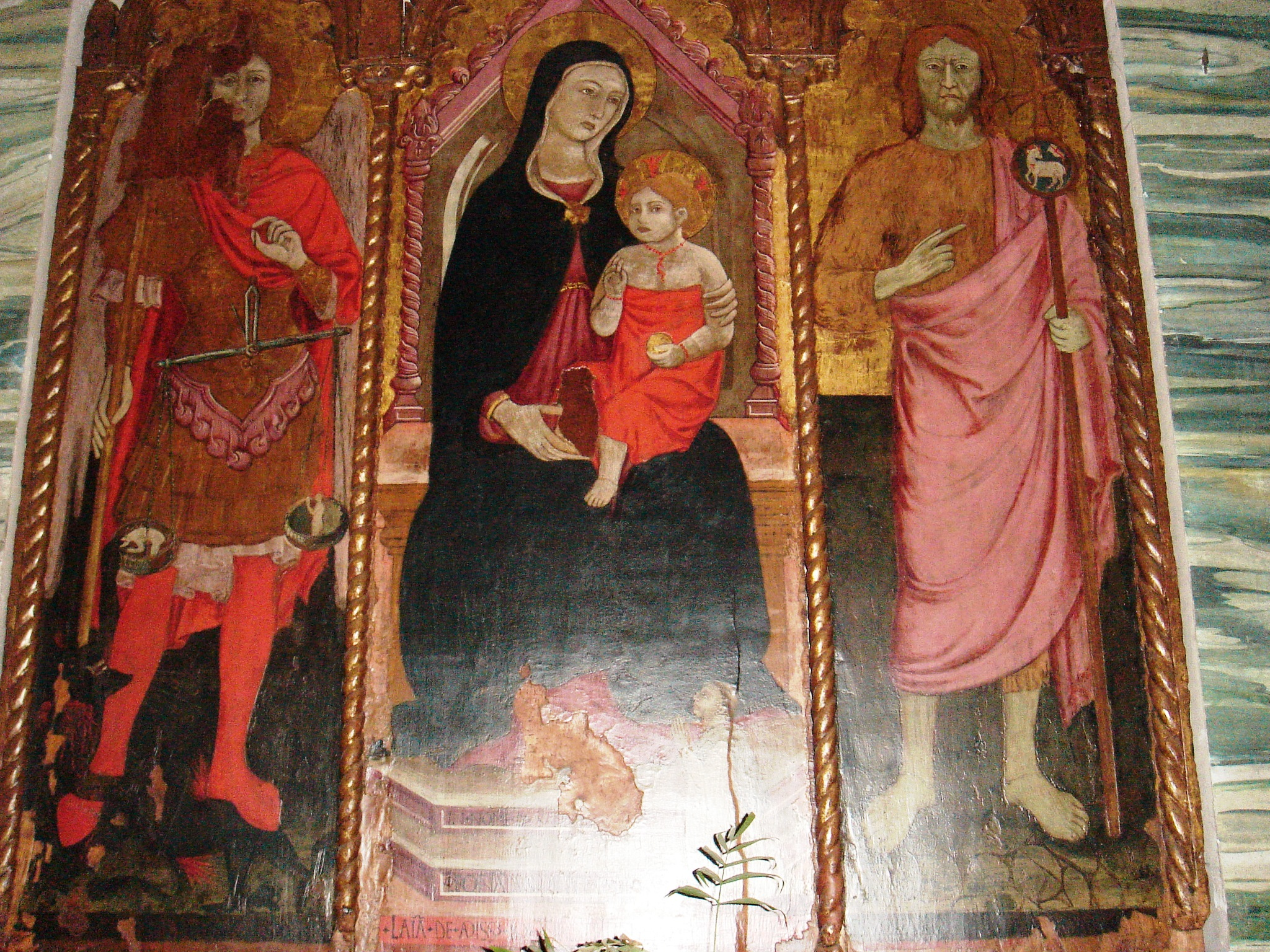
Triptyque par Leonardo da Roma

L'église renferme des peintures de Luigi Garzi; une fresque de Saint Saba par Giovanni Battista Brughi, élève de Baciccio, dans la chapelle de Specchi; et des fresques de Francesco Ragusa et Domenico Monacelli.
- Triptyque de la Vierge et l'enfant avec Jean le Baptiste et l'Archange Michael (1453) par Leonardo da Roma (it).
- Crucifixion de Luigi Garzi.

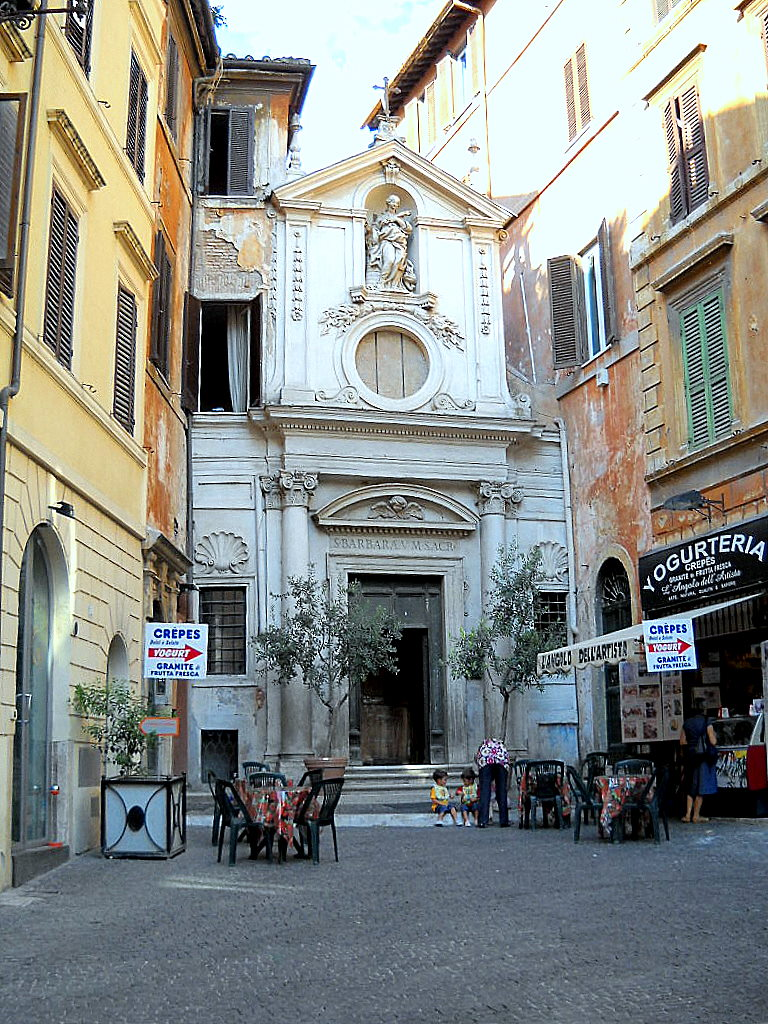
Façade
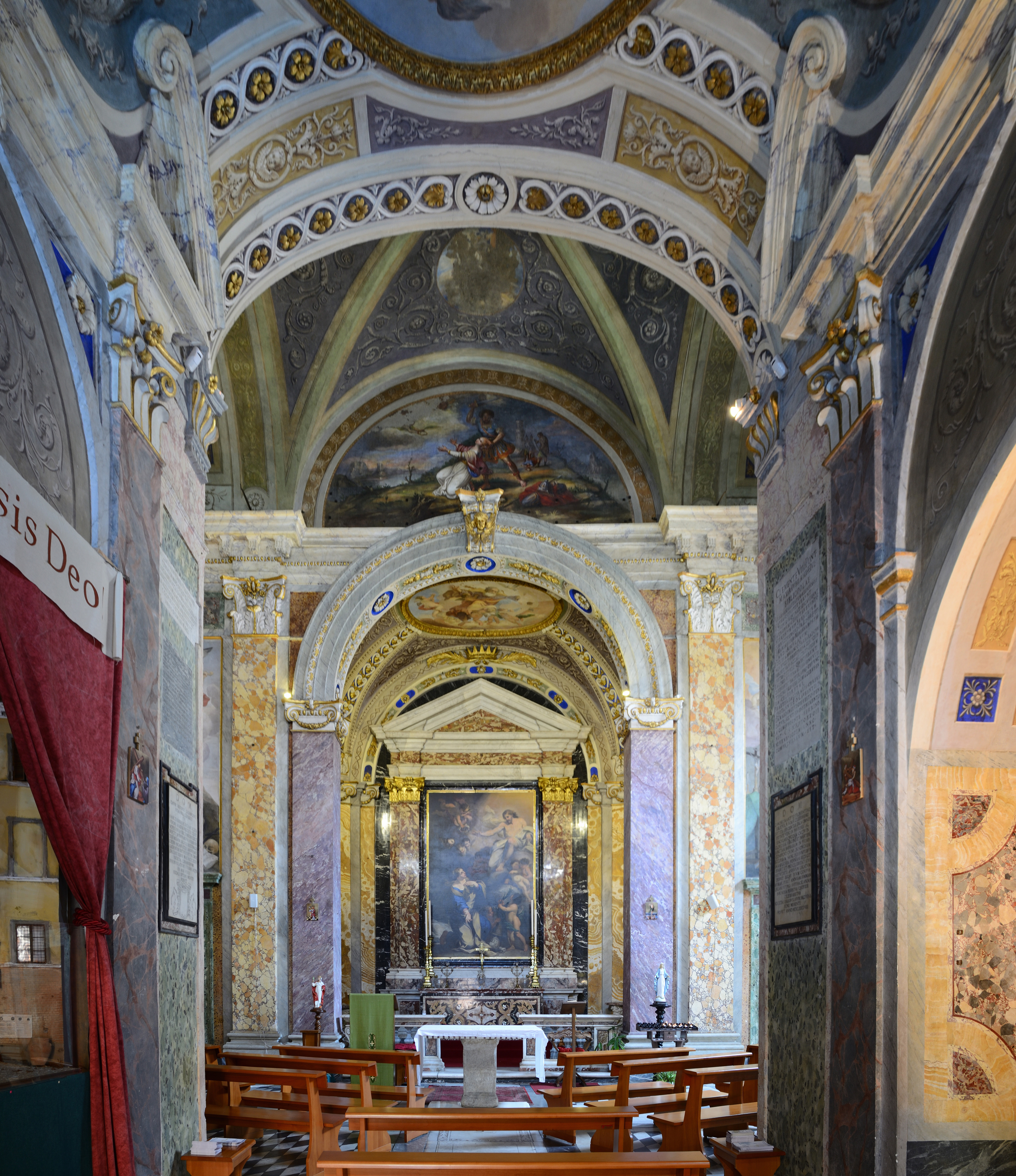
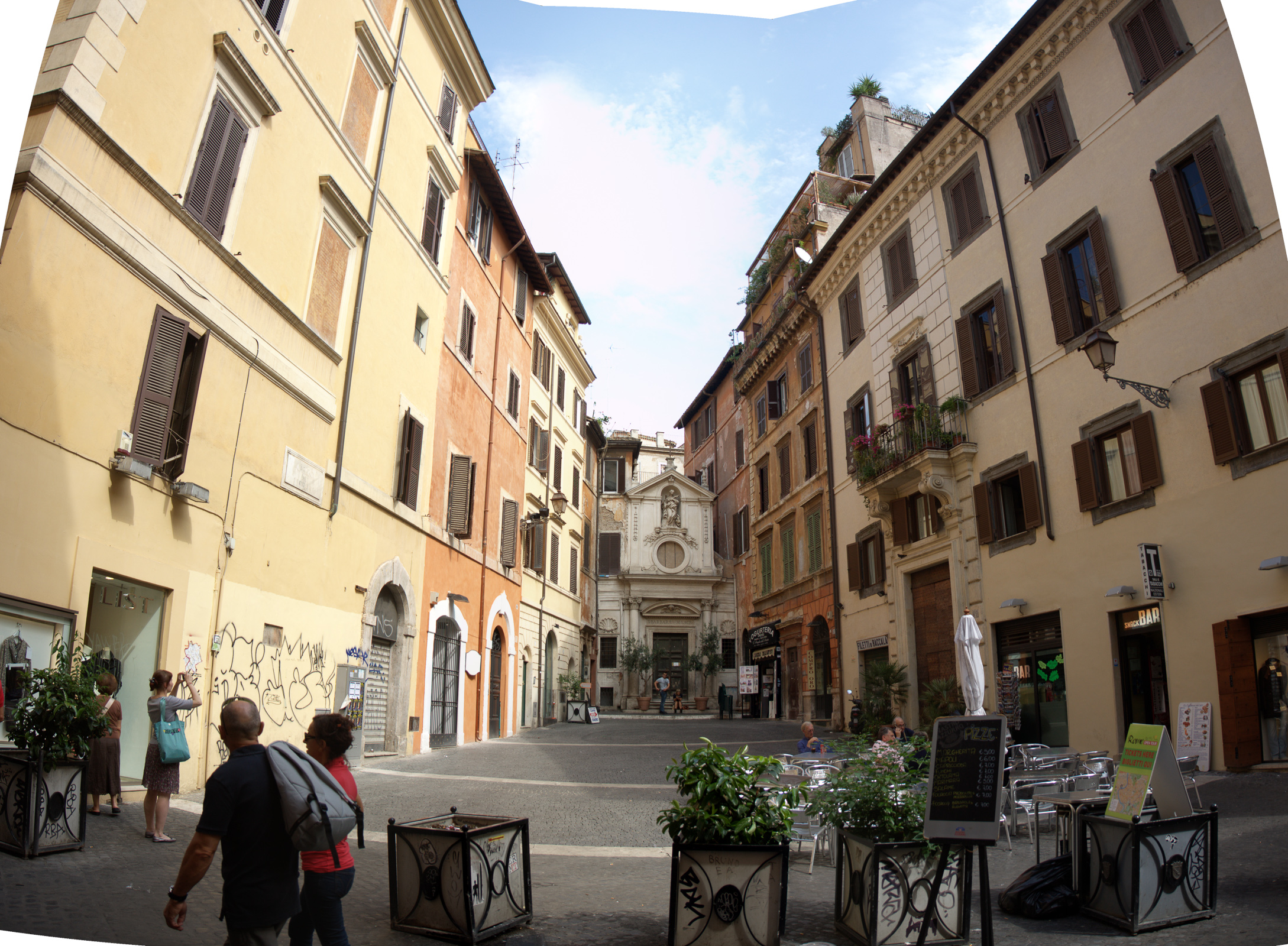

## Sources
1. ↑  Diocèse de Rome
2. ↑  Itinéraire istruttivo par ritrovare con facilità tutte le Magnificenze di Roma e di alcune città, e castelli suburbani.

- Morelli Gonippo, la chiesa di sants Barbara dei librai, Rome, 1927
- C. Rendina, Le Chiese di Roma, Newton & Compton Editori, Milan, 2000
- C. Cerchiai, Rione V Ponte, dans AA.VV, I rioni di Roma, Newton & Compton Editori, Milan, 2000, Vol. I, pp. 335-382
- Mariano Armellini, Le chiese di Roma dal secolo IV al XIX, Rome, 1891

C. Hulsen, Le chiese di Roma nel Medio Evo, Firenze 1927
F. Titi, Descrizione delle Pitture, Sculture e Architetture esposte in Roma, Rome, 1763